# Osliabia
Pour les articles homonymes, voir Osliabia (homonymie).
L’Osliabia (en russe : Ослябя), est un cuirassé de la classe Peresvet construit pour la Marine impériale russe. Il doit son nom à Rodion Osliabia (en), moine du XIVe siècle ayant vécu à la laure de la Trinité-Saint-Serge et héros de la bataille de Koulikovo (8 septembre 1380). Au 2e escadron du Pacifique, l’Osliabia prend part à la guerre russo-japonaise (1904-1905). Il est le premier navire de la flotte impériale de Russie coulé le 27 mai 1905 à la bataille de Tsushima.

## Histoire
Le 25 juillet 1903, accompagné du croiseur Baïan, l’Osliabia quitte le chantier naval de la Nouvelle Amirauté, puis chacun des navires prend une route différente. Le cuirassé s'echoue dans la nuit du 8 août au 9 août 1903, au détroit de Gibraltar. À son arrivée en Algérie des plongeurs inspectèrent le navire et découvrent des défauts sur la coque. Les réparations des faisceaux et de la fausse quille sont effectuées à La Spezia du 12 octobre à début décembre 1903. Après réparation, une fuite d'eau est découverte, l'eau filtrait au travers de la paroi interne par les rivets et les soudures du navire. Les travaux de réparations majeures sont reportés. 
L’Osliabia est placé sous le commandement du contre-amiral Andreï Andreïevitch Virenius. Le 23 novembre 1903, le contre-amiral attire l'attention de l'inspecteur en mécanique sur l'énorme quantité de charbon brûlé par le cuirassé, en effet l’Osliabia consommait chaque jour à l'arrêt vingt-six tonnes de charbon et en navigation jusqu'à cent quatorze tonnes, le cuirassé consommant respectivement huit et soixante-seize tonnes de charbon.
Le 31 janvier 1904, l'escadron jette l'ancre à Djibouti. C'est dans ce port que le contre-amiral Virenius apprend la déclaration de guerre du Japon à la Russie. Le contre-amiral reçoit l'ordre de retourner en mer Baltique et le navire subit les réparations nécessaires en avril 1904 dans le port de Kronstadt. En plus des travaux prévus, le système de ventilation et le système de vise sont améliorés. 

### Guerre russo-japonaise
Après l'achèvement des travaux, l’Osliabia est affecté à la 2e escadre du Pacifique en qualité de navire amiral du 2e détachement blindé. Ce détachement est placé sous le commandement du contre-amiral Dmitri Gustavovitch von Fölkersahm (1846-1905). Outre l’Osliabia, le détachement est composé du Grand Sissoï, du Navarin et du croiseur Amiral Nakhimov.
Le 2 octobre 1904, la 2e escadre du Pacifique placée sous le commandement de l'amiral Rojestvenski quitta Libava et jette l'ancre à Tanger. L'essentiel de la flotte entreprend le contournement de l'Afrique tandis que le 2e détachement blindé gagne l'océan Indien par la Méditerranée, le canal de Suez et la mer Rouge. L’Osliabia rejoint le gros de la flotte au large de Madagascar. Une nouvelle fois, le cuirassé hisse le pavillon du contre-amiral von Fölkersahm.
Après avoir jeté l'ancre près des côtes malgaches, la 2e escadre du Pacifique traverse l'océan Indien et, après quelques jours de navigation au large des côtes indochinoises françaises, est rejointe par une 3e escadre placée sous le commandement du contre-amiral Nebogatov. Au cours du voyage, le contre-amiral von Fölkersahm tombe malade et décède le 10 mai 1904. Sa mort est tenue secrète, seuls les officiers du navire-amiral en ayant connaissance. L’Osliabia continue donc à battre le pavillon du contre-amiral. C'est le capitaine 1er rang (grade correspondant à celui de colonel dans l'infanterie ou l'armée de l'air) Vladimir Iossifovitch Rem (1853-1905) qui prend le commandement du 2e détachement blindé de la 2e escadre du Pacifique.

#### Bataille de Tsushima
Le 27 mai 1905, débuta la bataille de Tsushima. À 13 h 49, l’Osliabia et le navire amiral Kniaz Souvorov ouvrent le feu. À 13 h 52, à son tour, le cuirassé japonais Mikasa ouvre le feu sur le Kniaz Souvorov, devenu une cible de choix pour les artilleurs japonais. L'ordonnance de la flotte russe en une seule ligne aggrava la situation ; la vitesse des navires russes en est ralentie et l’Osliabia, presque à l'arrêt, subit les feux concentrés de cinq croiseurs de la flotte japonaise. Lorsque le cuirassé peut reprendre un peu de vitesse, les obus de moyen calibre avaient déjà ravagé ses superstructures. Tout son avant était en feu et son artillerie de chasse, y compris sa tourelle, réduite au silence. Des brèches situées au-dessus de la ligne de flottaison se prolongent vers le bas et permettent à l'eau de pénétrer dans les premier et  second compartiments. 
Après quinze minutes de combat, l’Osliabia prend de la gîte à bâbord et perdit son grand mât.
À 12 h 40, l'eau atteint les hublots. Le lieutenant Mikhaïl Pavlovitch Sabline, constatant l'impossibilité de stopper la propagation de l'eau (qui avait atteint la passerelle), rédige un rapport sur l'inéluctabilité de la fin du navire. Le commandant de l’Osliabia, le capitaine de 1er rang Vladimir Iossifovitch Rem, blessé dès le début des combats, ordonne aux membres d'équipage de sauver leurs vies. Rem refuse de quitter le cuirassé. Vers 14 h 40, l’Osliabia coule, emportant avec lui 515 hommes. Deux cent cinquante autres sont récupérés mais 27 ne survécurent pas à leurs blessures.

## Listes des marins décédés dans le naufrage de l’Osliabia
- Lieutenant : Fedor Mikhaïlovitch Kossinski (officier supérieur d'état-major)
- Capitaine 2e rang :  David Pokhvisnev
- Capitaine 1er rang : Vladimir Iossifovitch Rem
- Capitaine 2e rang : (officier d'artillerie) Sergueï Genk
- Lieutenant d'artillerie : Konstantin Karlovitch Tundermann
- Lieutenant de navigation : Ivan Diatchenko
- Adjudant de navigation : Viatcheslav Petrovitch Paletsky
- Lieutenant : Vladimir von Niedermiller
- Adjudant-chef : Vladimir Truveller
- Officier de quart : Adjudant Vassili Petrovitch Chipovalov
- Officier de quart : Adjudant Valéry Valerianovitch Maïkov
- Officier de quart : Adjudant Frederick N. Schierkenhefer
- Officier de quart : Adjudant Ivan Boldyrev
- Ingénieur principal : Nikolaï Andreïevitch Tikhany
- Mécanicien : Pierre Flaviantovitch
- Mécanicien adjoint : Gregory G. Danilenko
- Mécanicien adjoint : Alexeï A. Bykov
- Mécanicien adjoint : Anatoly G. Chevelev
- Semion Artiemievitch Maïstruk
- Basile Medvedtchouk
- Conseiller auprès du médecin de bord : Gregory S. Vassiliev
- Médecin adjoint : George Rolandovitch Bunting
- Constantin Antonovitch Zmatchinsky
- Aumônier du navire : le Père Victor Nicolas.

## Commandants
- Dmitry Gustavovitch von Fölkersahm
- Vladimir Iossifovitch Rem

### Sources
- (en) C.В. Farmer, S. Molodtsov, Battleships type «Peresvet» ( «maritime Collection» № 1 pour 1998)
- (en) Busch, Noel F.,The Emperor's Sword: la Russie contre le Japon à la bataille de Tsushima
- (en) Tony Gibbons, The Complete Encyclopedia of Battleships and Battlecruisers
- (en) V.M. Tomitch, Les Navires de guerre de la Marine Impériale de Russie (1968), vol. 1, Battleships